# Fregetta maoriana
Fregetta maoriana là một loài chim trong họ Hydrobatidae.